# Începem
Începem este o operă literară scrisă de Ion Luca Caragiale (instantaneu într-un act). 